# Spilomyia panfilovi
Spilomyia panfilovi är en tvåvingeart som beskrevs av Zimina 1952. Spilomyia panfilovi ingår i släktet trädblomflugor, och familjen blomflugor. Inga underarter finns listade i Catalogue of Life.